# Stop Draggin' My Heart Around
Singles de Stevie Nicks
Leather and Lace
(1981)
Stop Draggin' My Heart Around est une chanson de la chanteuse américaine Stevie Nicks issue de son premier album Bella Donna. Écrite par Tom Petty et Mike Campbell, tous deux membres du groupe Tom Petty and the Heartbreakers, c'est la seule chanson de l'album qui n'a pas été composée par la chanteuse. Jimmy Iovine, qui à l'époque produisait et leur album Hard Promises et Bella Donna, a convaincu Petty d'enregistrer la chanson comme duo avec Stevie. Ainsi, Tom Petty chante avec elle sur le pont et sur le refrain tandis que les Heartbreakers au complet jouent les instruments.
Une prestation de la chanson en studio est utilisée comme clip musical.
La chanson est un tube majeur aux États-Unis, atteignant la cinquième place du Billboard Hot 100.
Les deux chanteurs ont fait deux autres duos, Insider (présent sur l'album Hard Promises) et I Will Run to You (présent sur le deuxième album de Stevie Nicks, The Wild Heart). Les deux ont également fréquemment joué ensemble la chanson Needles and Pins de Jackie DeShannon en concert dans les années 1980.

## Analyse
Les paroles parlent d'une femme fatiguée des relations amoureuses malgré son attachement à son compagnon. Le jeu de guitare est typique des chansons de Tom Petty. La chanson devait initialement apparaître sur son album Hard Promises mais son producteur Jimmy Iovine trouvait qu'elle était chantée depuis la perspective d'une femme, d'où son inclusion dans Bella Donna. Une version solo de la chanson apparaîtra cependant quatorze ans plus tard dans Playback, la compilation des Heartbreakers.